# Paulownia
 (octobre 2024).
Si vous disposez d'ouvrages ou d'articles de référence ou si vous connaissez des sites web de qualité traitant du thème abordé ici, merci de compléter l'article en donnant les références utiles à sa vérifiabilité et en les liant à la section « Notes et références ».
Genre
Paulownia est un genre d'arbres, les paulownias, de la famille des Paulowniacées, qui sont originaires de Chine et de Corée. Cette essence est principalement utilisée pour son bois, pour stabiliser les sols ou fournir du fourrage, mais aussi comme arbre d'ornement, notamment l'espèce communément nommée paulownia : Paulownia tomentosa. En raison de sa forte absorption de dioxyde de carbone liée à sa croissance rapide, il présente un intérêt particulier dans le cadre de la lutte contre le changement climatique.

## Appellations
Le Paulownia est aussi surnommé « arbre impérial ».

## Taxonomie
Dans la classification phylogénétique APG II (2003) le genre Paulownia est assigné à la famille des Paulowniacées. Dans la classification classique de Cronquist (1981) ce genre était classé dans la famille des Scrofulariacées.
Le genre a été décrit en 1835 par les naturalistes bavarois Philipp Franz von Siebold (1796-1866) et Joseph Gerhard Zuccarini (1797-1848).

### Étymologie
Le nom fut donné par Philipp Franz von Siebold en l'honneur d'Anna Pavlowna, princesse des Pays-Bas, fille du tsar Paul Ier de Russie. Il est parfois appelé « arbre d'Anna Paulowna ».

### Liste d'espèces
Selon GRIN (8 juillet 2017) :
- Paulownia catalpifolia (sv) T. Gong ex D. Y. Hong
- Paulownia elongata (en) S. Y. Hu
- Paulownia fortunei (en) (Seem.) Hemsl.
- Paulownia kawakamii (en) T. Itô
- Paulownia × taiwaniana T. W. Hu & H. J. Chang
- Paulownia tomentosa (Thunb.) Steud.

Selon Catalogue of Life (8 juillet 2017) :
- Paulownia catalpifolia (sv) T. Gong ex D.Y. Hong
- Paulownia elongata (en) S.Y. Hu
- Paulownia fargesii (ru) Franch.
- Paulownia fortunei (en) (Seem.) Hemsl.
- Paulownia henanensis (sv) C.Y. Zhang & Y.H. Zhao
- Paulownia kawakamii (en) Ito
- Paulownia taiwaniana (sv) T.W. Hu & H.J. Chang
- Paulownia tomentosa (Thunb.) Steud.

## Description
L'arbre est un angiosperme.
Ses rameaux pubescents et ses grandes feuilles opposées, de 20 à 30 cm cordiformes ont un dessous tomenteux (soyeux) qui lui a donné l'appellation Tomentosa et de longs pétioles.
Les feuilles sont en forme de cœur allant de 10 à 20 centimètres de large et 15 à 30 centimètres de long avec un pétiole de 10 à 20 centimètres de long.
Les fleurs violettes mellifères ont une odeur de violette et ressemblent à celles du Catalpa ou de la digitale mais elles sont en panicules apparaissant avant les feuilles, au printemps.
Les fruits sont des capsules solides ovales et pointues, persistantes en hiver, mesurant jusqu'à 5 cm de long. Ils s'ouvrent à maturité des graines.

## Distribution et habitat
Le paulownia est endémique d'une vaste zone allant de la Corée et la péninsule du Liaoning au nord, aux montagnes du nord du Vietnam et du Laos au sud, des contreforts du Tibet à l’ouest à l’île de Taiwan à l'est. Sa présence au Japon est probablement due à l'homme.
Peu présent à l'état naturel, c'est un arbre de culture dans les campagnes et d'ornement dans les villes. Il se comporte comme une essence pionnière et nécessite la pleine lumière pour croître. Ses graines peuvent lever à la suite d'un incendie et il peut alors constituer une part importante du peuplement primaire de la forêt.
Certaines espèces sont considérées comme menacées de disparition à l'état naturel.
Le paulownia a été introduit en Europe dans la première moitié du XIXe siècle et en Amérique du Nord par les premiers immigrants chinois participant à la ruée vers l'or en Californie.

## Le Paulownia et l'homme

### Histoire

#### Nom
Les Chinois l'appellent « pao tong » et les Japonais « kiri » (桐).

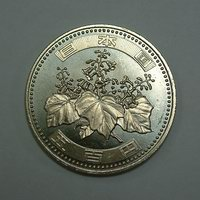
Kiri (Paulownia sp), emblème du premier ministre et du gouvernement japonais sur une pièce de 500 Yen.

Le nom latin du paulownia fut donné par le bavarois Von Siebold qui travaillait comme médecin et botaniste pour le compte de la Compagnie néerlandaise des Indes orientales au Japon, en l'honneur d’Anna Pavlovna, sœur du tzar Alexandre Ier et alors princesse de Hollande. Une certaine confusion règne dans la dénomination des différences espèces de paulownia : il existe peu de différences morphologiques entre elles, de nombreux hybrides naturels ou de sélection existent. Bien des noms correspondent à des doublons. Flora of China distingue 7 espèces ou sous-espèces : paulownia tomentosa, élongata, catalpifolia, dans le nord de la Chine. Paulownia fortunei présent sur une très grande aire naturelle. paulownia fargesii, kawakamii, et taiwaniana dans le sud de la Chine.

#### En Chine
Selon la tradition chinoise, le paulownia est associé symboliquement avec le phénix et l'impératrice. Attribué à Zhuangzi, un personnage légendaire ayant vécu à Meng, en Chine du nord, de 370 à 301 av. J.-C., le recueil de légendes qui porte son nom Zhuangzi précise que le phénix ne peut se poser que sur les paulownias. Motifs utilisés dans les vêtements destinés à la maison impériale chinoise dès le début du XIe siècle, le paulownia et le phénix sont associés aux symboles des quatre orients.
Dans certaines régions de Chine, la tradition voulait qu'on plante un paulownia à la naissance d'une fille. L'arbre grandissait avec elle et pour son mariage, l'arbre était abattu et son bois servait de dot.

#### En Corée
Le paulownia sert à fabriquer des ajaengs, un instrument à cordes.

#### Au Japon
Au Japon, depuis l'époque de l'empereur Go-Daigo qui a régné de 1318 à 1339, les feuilles de paulownia constituent un des emblèmes destinées à honorer des personnages méritants. Le shogun Ashikaga Takauji a reçu de Go-Daigo cette distinction, dont la famille Ashikaga s'est emparée jusqu’au XVIe siècle. À partir de cette époque, l'empereur l'a attribuée au daimyo, Toyotomi Hideyoshi (1536-1598). Fondé par l'empereur Meiji en 1875, l’ordre du Soleil levant décoré avec des feuilles de paulownia constitue une importante distinction du gouvernement japonais, le même mon étant utilisé pour représenter le Cabinet du premier ministre.
Dans le jeu de cartes traditionnel japonais Hanafuda, des paulownias sont représentés sur la série des quatre cartes du mois de décembre (novembre dans la version coréenne).
On retrouve également cet arbre dans le livre Le dit du Genji, écrit par dame Murasaki Shikibu en 1014. « Le clos au Paulownia » est le titre du premier chapitre car la mère du Genji habitait une maison entourée de paulownia.

### Utilisation

#### Ornementation

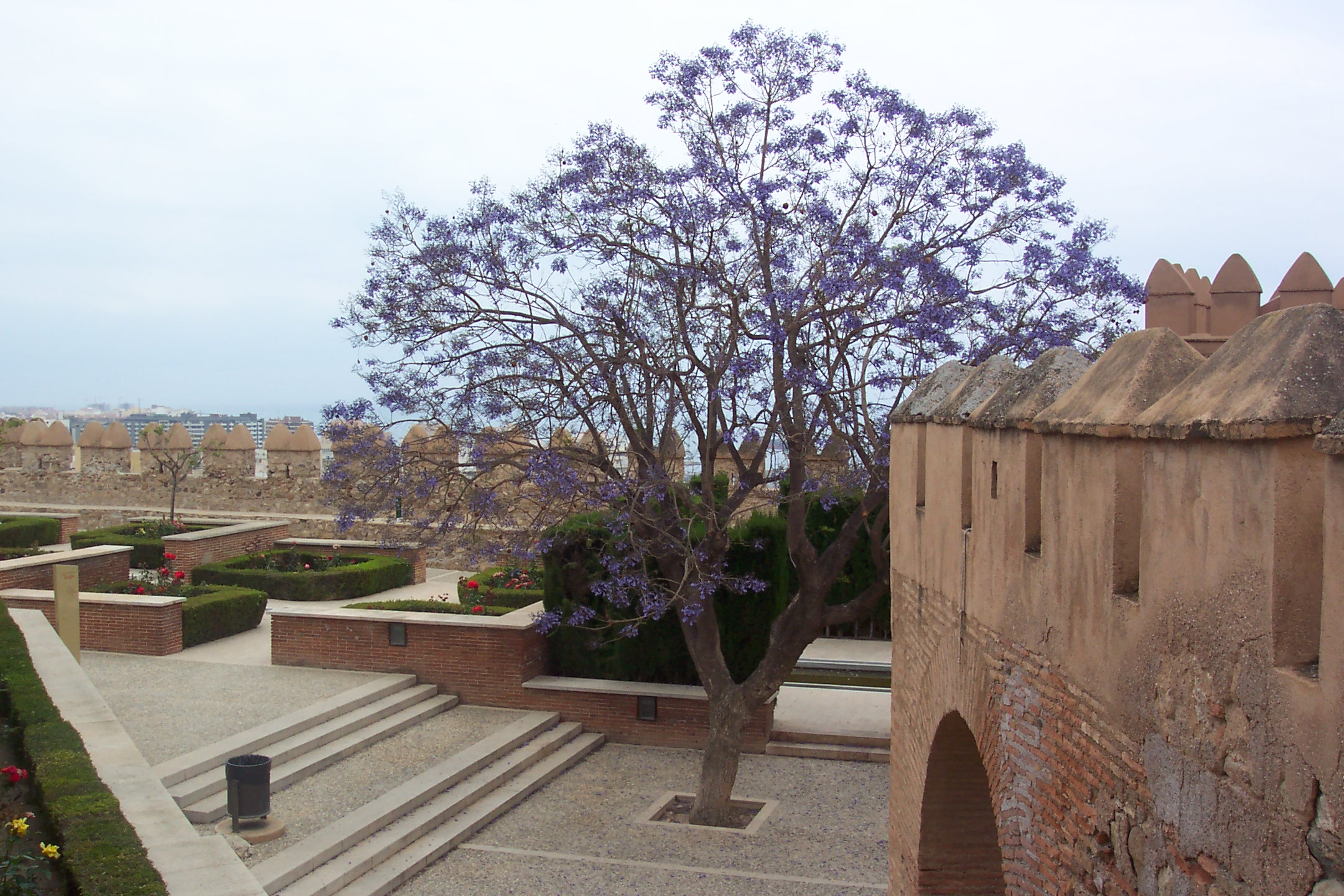
Paulownia ornemental dans l'Alcazaba d'Almería (Espagne).

Le paulownia s'utilise en ornement, isolé ou en alignement. Il supporte bien la taille et la pollution. Il supporte assez bien les sols salins mais ne peut pas se développer dans les sols gorgés d'eau ou trop compacts.

#### Construction
Le paulownia est surtout utilisé comme matériau de construction.
Il a fait l'objet d'une importante campagne de sélection clonale et de plantation en RPC depuis les années 1960. Sa rapidité de croissance (égale à celle du peuplier), la valeur de son bois, véritable « bois aluminium », résistant, léger, stable et très facile à travailler, sa capacité à cohabiter avec des cultures de blé surtout, mais aussi de coton, de maïs, de soja entre autres, due à son feuillage riche en azote qui plus est largement utilisé en fourrage dans un pays qui compte peu de prairies, en ont fait « l'arbre à tout faire des Chinois »… on estime entre trois et quatre millions d'hectares la surface de plantation de paulownia dans ce pays. Il a permis d'enrichir certaines régions très pauvres, comme le comté de Lankao dans le bassin inférieur du fleuve Jaune.
À partir des années 1990, il a commencé à se développer dans des pays étrangers tels que l'Australie, les États-Unis où il est naturalisé depuis le milieu du XIXe siècle, l'Espagne, la Bulgarie ou encore la Serbie en Europe. Néanmoins, c'est un arbre de culture exigeant, qui ne s'adapte pas à tous les sols et nécessite un investissement de départ et un entretien important pour réussir.
Son bois est idéal partout où une bonne résistance doit être combinée à la légèreté, comme dans le secteur des transports. Il peut faire des meubles de valeur, comme les célèbres commodes japonaises en paulownia, réputées résistantes aux incendies. En Chine et au Japon, un grand nombre d'instruments de musique à cordes sont réalisés avec son bois compte tenu de ses qualités acoustiques. Ses propriétés mécaniques ainsi que sa légèreté le rendent idéal dans l'industrie du matériel sportif. Sa faculté à être déroulé et collé fait qu'il est utilisé en Chine pour le contreplaqué et les planches contrecollées. En bois massif, il peut faire des portes, des fenêtres, du lambris, etc.

#### Lutte contre le changement climatique
Les Paulownia absorbant dix fois plus de dioxyde de carbone que les autres arbres, selon les horticulteurs qui le commercialisent, ils présentent un intérêt dans la lutte contre le changement climatique. En revanche, leur intégration dans un écosystème forestier local européen n'est pas sans impact. 
Le Paulownia tomenteux est considérée comme invasive en Europe centrale (ainsi qu’en Australie et une partie de l'Amérique du Nord). Plusieurs pays le décrivent comme « un arbre ornemental agressif qui pousse rapidement dans les zones naturelles perturbées » et ils s’inquiètent d’une possible colonisation « des falaises rocheuses et des zones riveraines où il peut entrer en compétition avec des plantes rares » par exemple.
D'autre part quelques études, réalisés en France, mettent en évidence les limites de l'exploitation du paulownia dans le cadre d'une démarche d'agroforesterie. Comme l'explique l'Institut de systématique, évolution, biodiversité, la culture de paulownias hybrides, considérés comme non-invasifs,  est contraignante. Le sol doit être profond mais ne pas retenir d’eau en excès. Un vent fort régulier lors de la croissance est rédhibitoire car cela déforme le tronc entre la souche et les premières branches. L’implantation initiale est également délicate. Pour avoir des arbres de taille intéressante (bille de pied de 2,5 ou 5 m), la vitesse de croissance doit être élevée les premières années, ce qui implique une disponibilité importante en eau et en nutriments, ainsi que de la chaleur estivale. Par contre, après récolte, le paulownia hybride repart de la souche coupée.

#### Horticulture

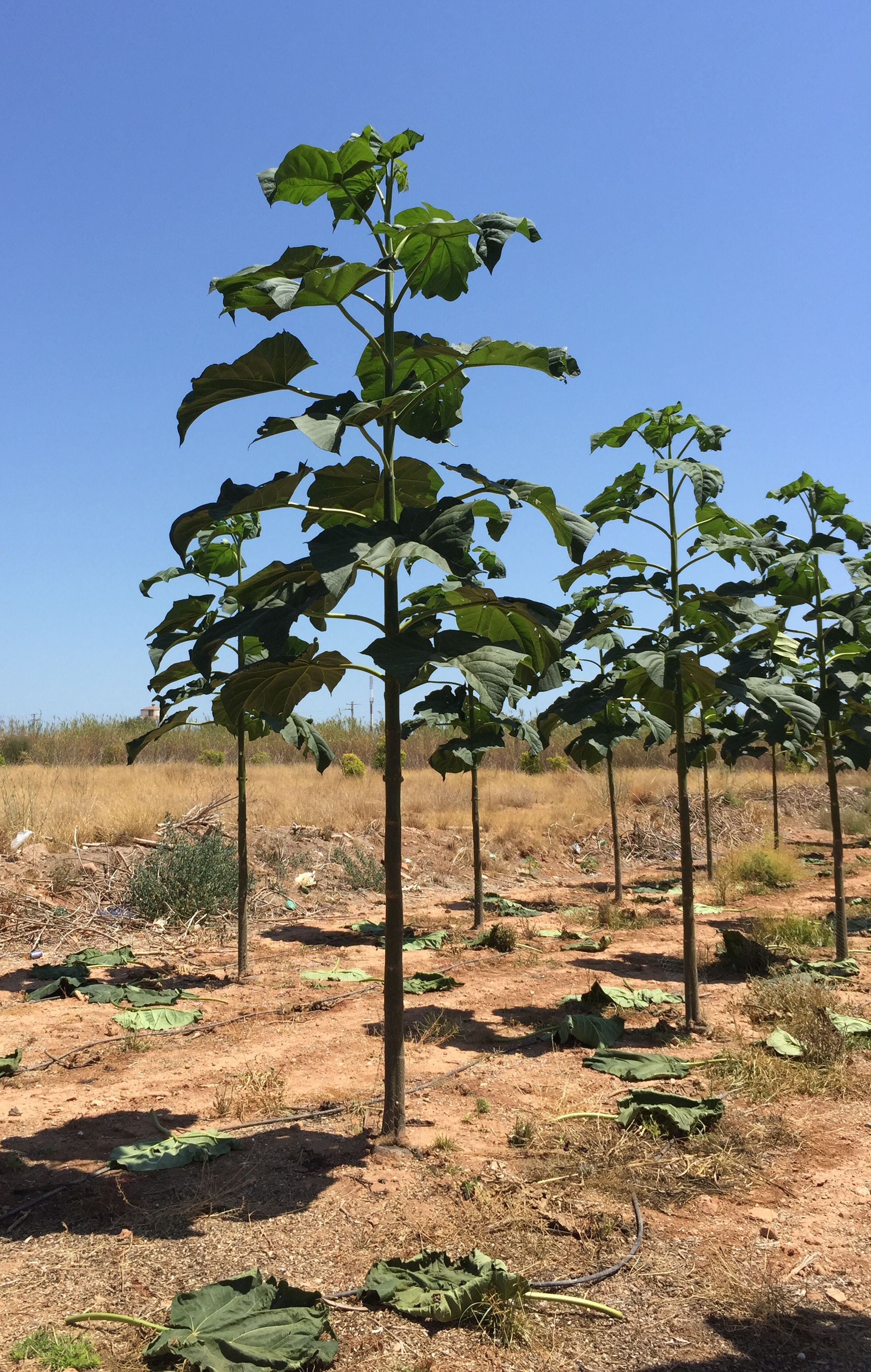
Plantation de paulownias près de Valence (Espagne).

L'arbre se reproduit facilement par semis et donne ses premières fleurs vers l'âge de huit ans.
Le paulownia préfère un sol humifère, drainant, à pH neutre (7) mais il tolère une large variété de types de sol. Pour cette raison, il fonctionne écologiquement comme une plante pionnière. Il pousse bien tant qu'il est en plein soleil mais ne survit pas si des arbres plus grands viennent à le mettre à l'ombre. Il peut en revanche survivre aux feux de forêt car ses racines se régénèrent vite et sa croissance est rapide. Dans les zones à hiver très rigoureux, on peut rabattre l'arbre à la fin de l'hiver afin qu'il reparte de souche au printemps. Dans ce cas, il poussera de 3 à 4 m dans l'année et formera des feuilles plus grandes (jusqu'à 60 cm). En revanche, il ne fleurira pas car les fleurs apparaissent uniquement sur du bois de deux ans.

## Galerie

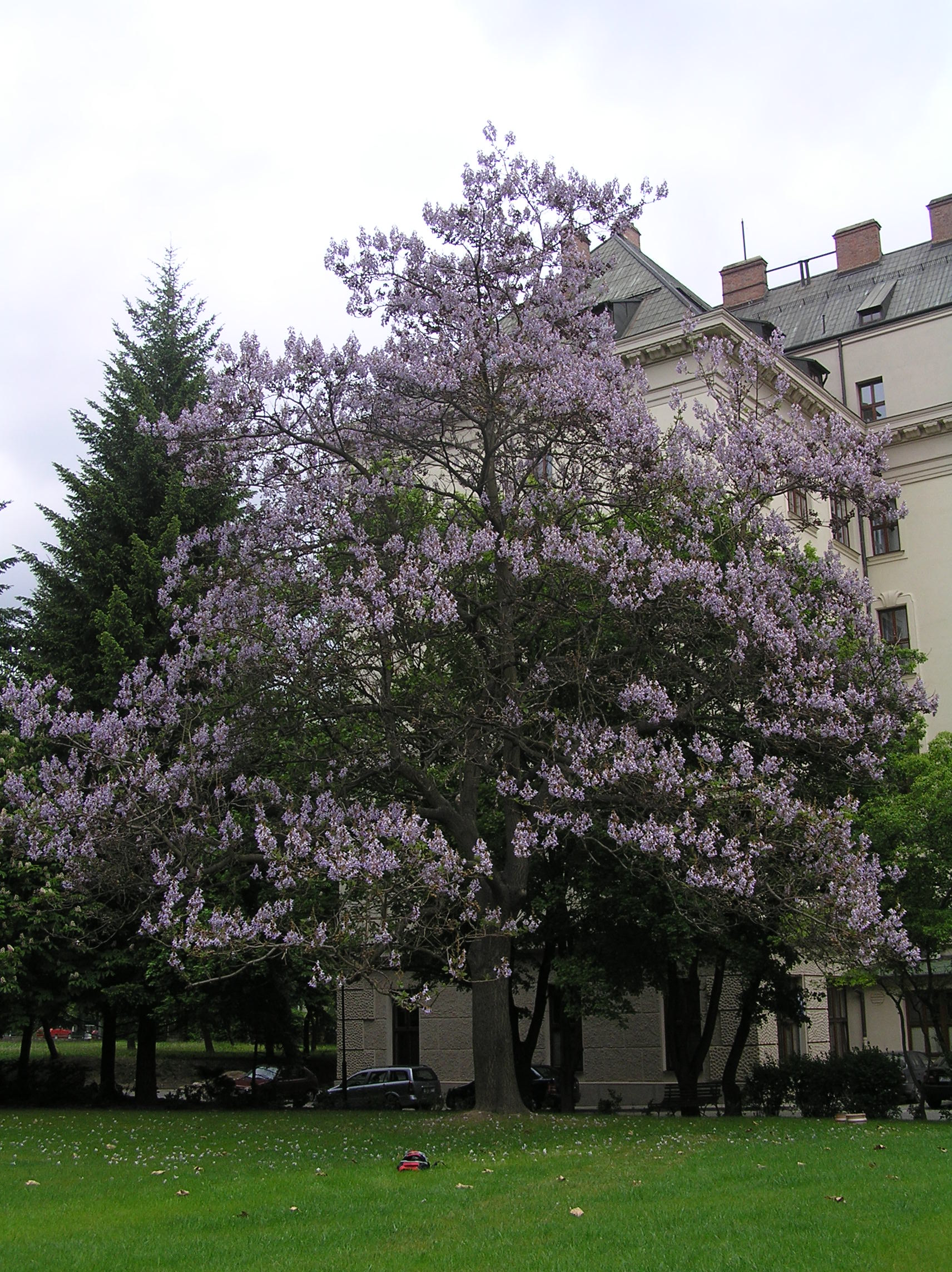
Paulownia tomentosa en fleurs.
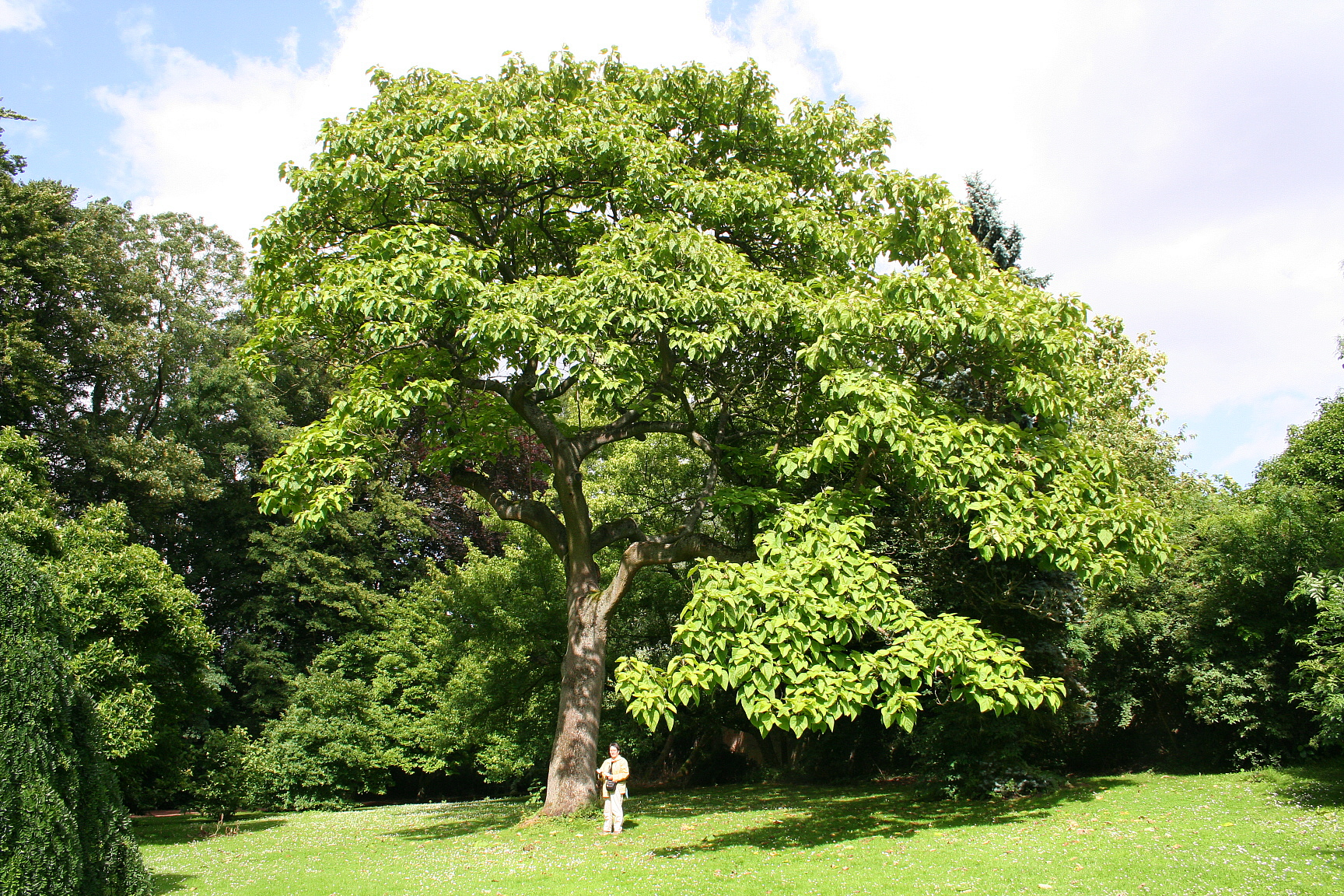
P. tomentosa en feuilles.
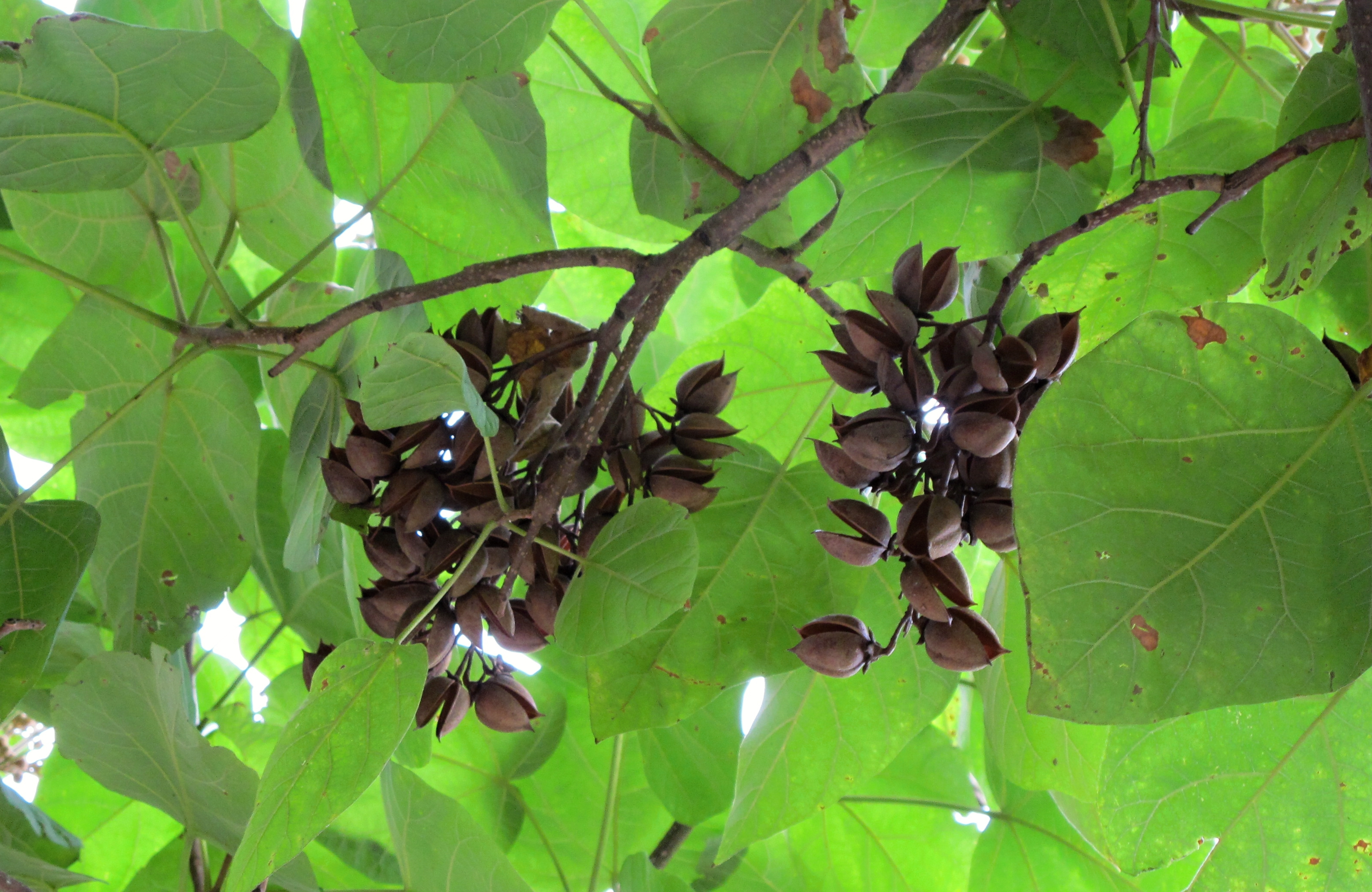
Fruits de P. tomentosa.
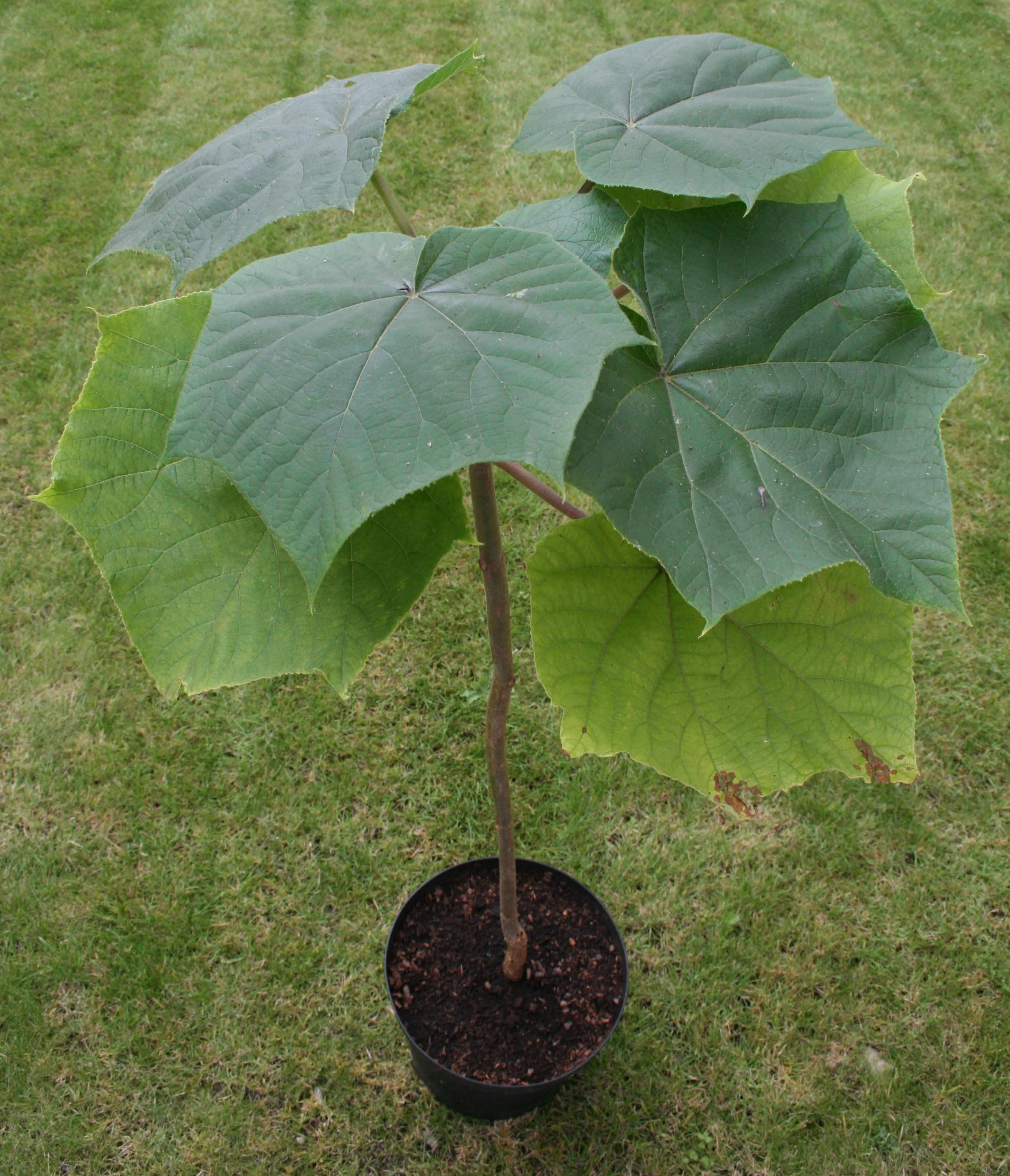
Jeune Paulownia elongata (en).
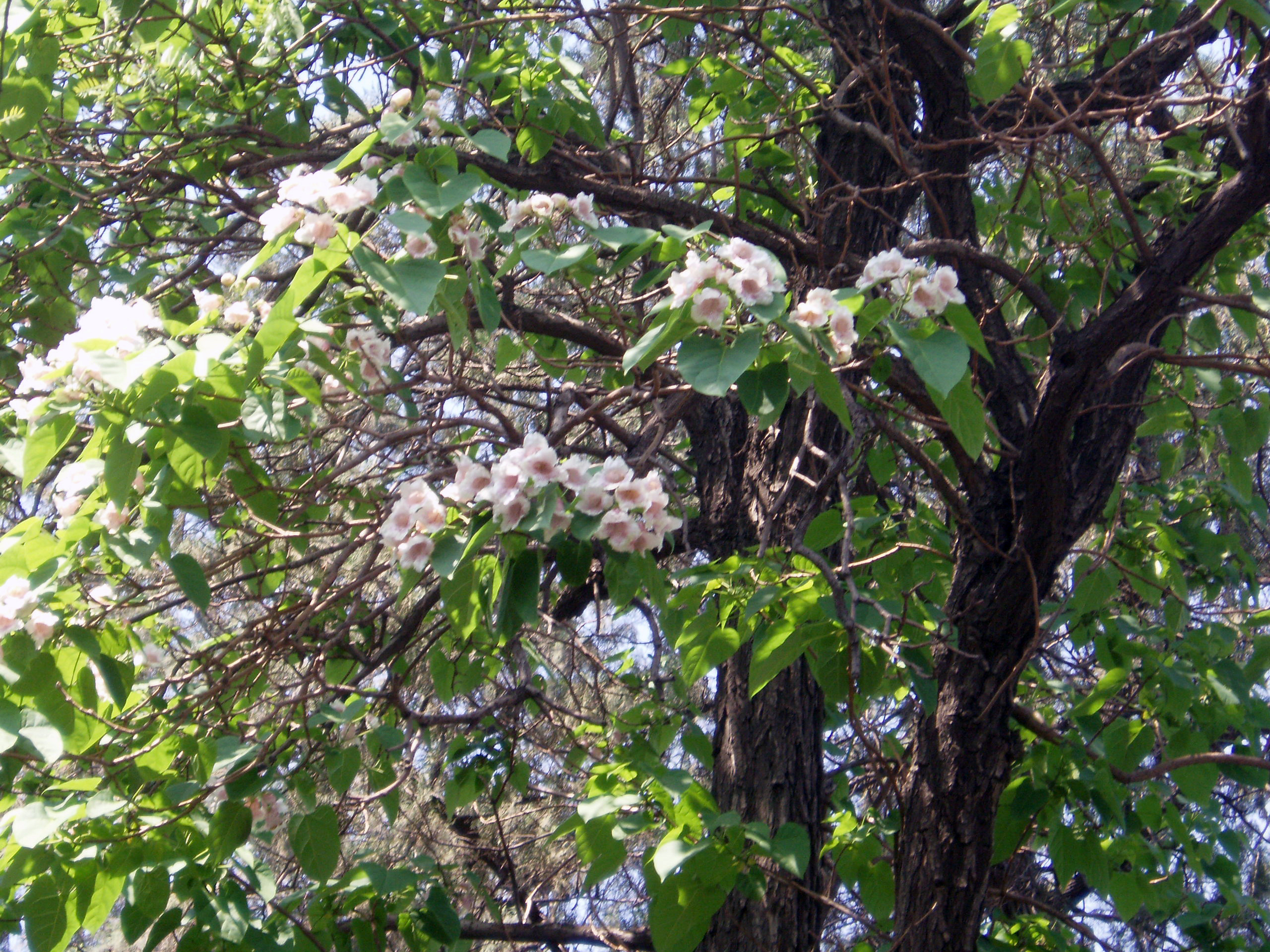
Paulownia fortunei (en).
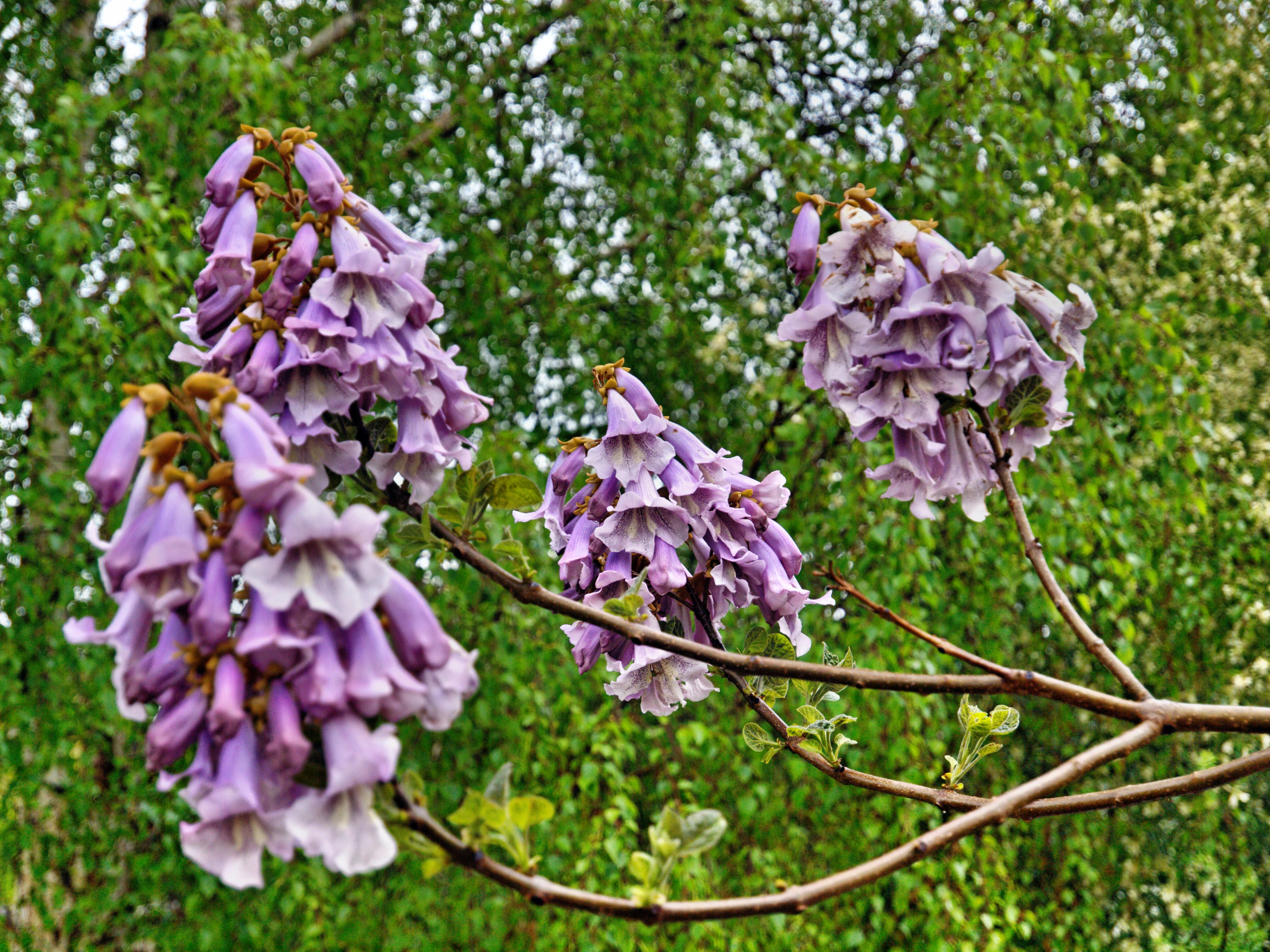
Paulownia kawakamii (en).